# Обезьяны из Силвер-Спринг

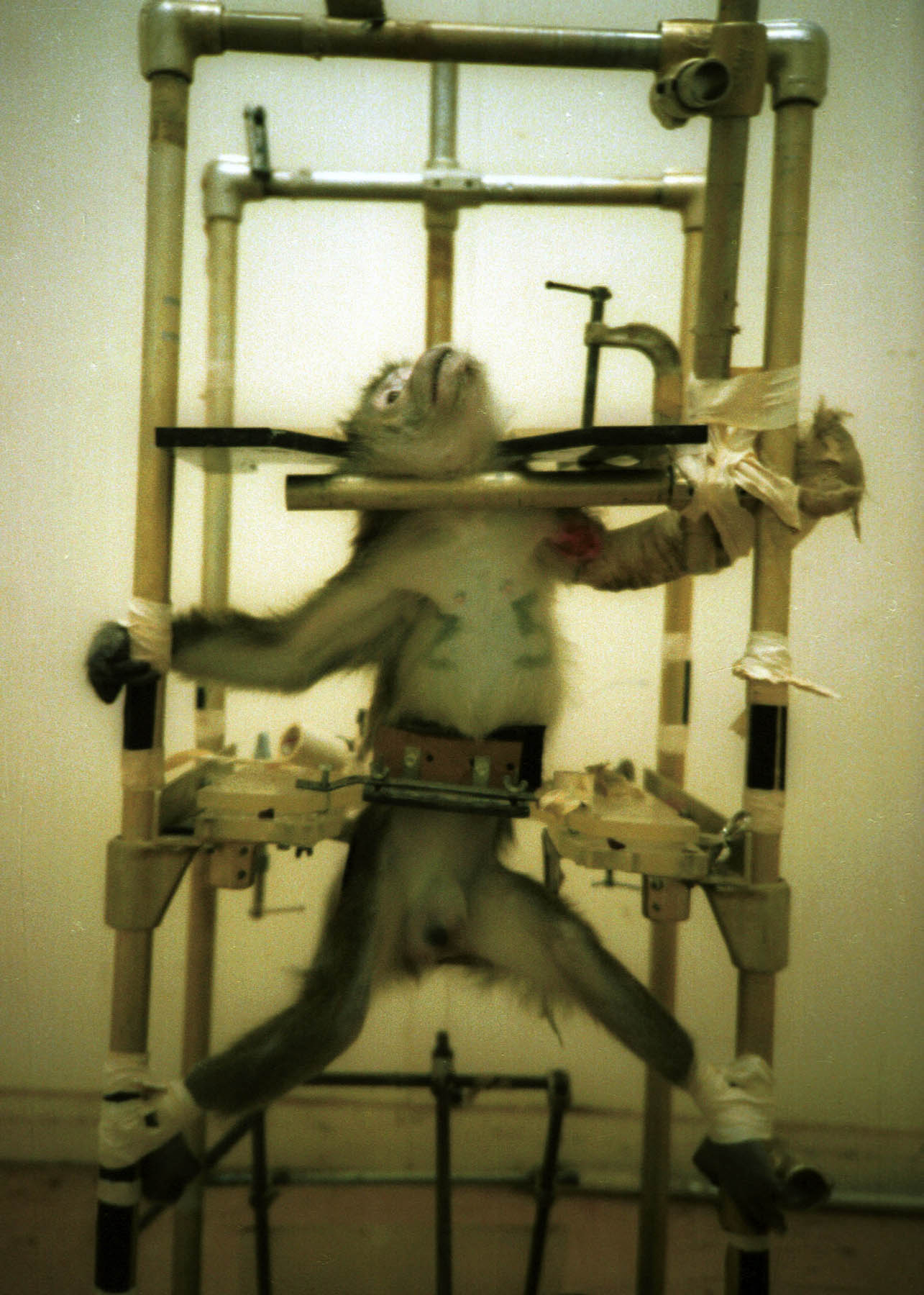
Домициан, одна из обезьян Силвер-Спринг

Обезьяны из Силвер-Спринг — 17 рождённых в дикой природе макак с Филиппин, содержавшихся в качестве подопытных животных в Институте поведенческих исследований в Силвер-Спринг, штат Мэриленд, США. С 1981 по 1991 год они были объектом продолжительной и острой дискуссии между исследователями животных, зоозащитными организациями, политиками и судами относительно их дальнейшей судьбы: проводить ли на них исследования и дальше или выпустить на волю. В научных кругах обезьяны стали известны как подопытные животные в экспериментах по нейропластичности — возможности мозга взрослого примата изменяться под действием опытов, что некоторыми называлось одним из самых важных открытий XX века.
Эксперименты на обезьянах ставились под руководством Эдварда Тауба — невролога, удалявшего обезьянам спинальный ганглий, с помощью которого команды из их мозгов доходили до рук, использовавшего затем наручные петли для сдерживания их здоровых или стимуляции деафферентированных лап, чтобы приучить их использовать те конечности, которые они больше не могли чувствовать. Это делалось в соответствии с гипотезой Тауба о том, что «неиспользование» той или иной конечности является «заученным» поведением. В мае 1981 года Алекс Пачеко из группы «People for the Ethical Treatment of Animals» (PETA), устроившийся на работу в эту лабораторию, через некоторое время сообщил полиции, что PETA рассматривает условия жизни обезьян здесь как неприемлемые. В ходе первого в истории США рейда против исследователя животных полиция вошла на территорию института и освободила обезьян, предъявив Таубу обвинение из 17 пунктов в жестоком обращении с животными и необеспечении им адекватной ветеринарной помощи. Он был осуждён по 6 пунктам; пять из них были отменены во время второго судебного процесса, а окончательный приговор был отменён по апелляции в 1983 году, когда суд постановил, что обвинение в жестоком обращении с животными, согласно законодательству штата Мэриленд, не может применяться к финансируемым из федерального бюджета лабораториям.
Последовавшая за двухгодичным процессом восьмилетняя «борьба» за дальнейшую судьбу обезьян включала инициированную знаменитостями и политиками кампанию по их освобождению, поправку 1985 года к закону Animal Welfare Act, превращение PETA из группы единомышленников в национальное движение, создание первого в Северной Америке «Фронта освобождения животных из клеток» и первое дело об исследовании животных, рассматривавшееся в Верховном суде Соединённых Штатов. В июле 1991 года последнее прошение PETA, поданное в Верховный суд, об опеке над животными было отклонено, и несколько дней спустя последние из обезьян были убиты.
Во время последующего вскрытия обезьян было обнаружено, что в их мозгах произошло значительное количество корковых перемещений; это дало основание предположить, что необходимость действовать своими конечностями не через сенсорные сигналы вызвала изменения в организации их мозгов. Это свидетельство пластичности мозга помогло опровергнуть широко распространённое мнение, что мозг взрослого человека не способен перестроиться в ответ на его изменение. После пяти лет угроз его жизни, будучи долгое время не в состоянии найти научную должность, Тауб получил предложение о гранте на исследования от университета штата Алабама в Бирмингеме, где разработал новую форму терапии, основанную на концепции нейропластичности, для людей, ставших инвалидами в результате повреждений головного мозга. Известная как двигательная терапия ограниченного вызова, она помогла некоторым перенёсшим инсульт восстановить владение конечностями, парализованными на протяжении многих лет, и была названа Американской ассоциации инсульта «авангардом революции».